# Marie Matthäus
Marie Matthäus (geboren 2. Februar 1987) ist eine deutsche Schauspielerin und Sängerin. 

## Leben
Marie Matthäus absolvierte 2010 bis 2013 eine Musicalausbildung in Hamburg und ging dann nach Magdeburg. Sie spielte in verschiedenen Theaterproduktionen unter der Regie von Gisela Begrich und Bernd Kurt Goetz. Von 2014 bis 2019 war sie festes Ensemblemitglied des Theaters in der Grünen Zitadelle von Magdeburg und spielte in zahlreichen Eigenproduktionen sowie Boulevardstücken wie „Ewig Jung“ von Erik Gedeon oder „Heiße Zeiten“ von Tilmann von Blomberg und Bärbel Arenz.
Als Sängerin trat sie zusammen mit Kollegen wie Enrico Scheffler und Friederike Meinke auf der Bühne auf. Sie schrieb ein Stück über Cybermobbing, Like me, das an Schulen aufgeführt wurde. Daraus entstanden Theaterprojekte mit Kindern an verschiedenen Schulen. Seit 2015 arbeitet sie unter anderem eng mit der Gemeinschafts- und Ganztagssekundarschule Johann Wolfgang von Goethe in Magdeburg zusammen und führt regelmäßig Projektwochen durch. Sie spielt in Sommerproduktionen vom Kabarett nach Hengstmanns und seit 2019 im Kabarett das Stück Sie Will was sie Macht.
2018 gründete Marie Matthäus die Musicalschule Musical Youngstars in Magdeburg, in der Kinder ab dem Alter von vier Jahren, Jugendliche und Erwachsene in Schauspiel, Tanz und Gesang unterrichtet werden.
In Zusammenarbeit mit sozialen Einrichtungen und Vereinen, wie zum Beispiel die „Arche Noah“ oder der „Magdeburger Musical e. V.“ entstanden soziale Projekte für Kinder und Jugendliche aus benachteiligten sozialen Verhältnissen sowie für Kinder mit körperlichen und geistigen Einschränkungen. 
Hauptberuflich ist sie weiterhin als Schauspielerin tätig. So entstanden Videoclips und Action-Szenen in Zusammenarbeit mit dem KravMaga Studio Magdeburg.